# Éloge de Richardson
L'Éloge de Richardson est une critique littéraire de Denis Diderot qui porte sur Samuel Richardson. Elle paraît dans Journal étranger de  janvier 1762, annoncé dans la livraison de la Correspondance littéraire du même mois. Grimm y précise que Diderot l'aurait rédigée en 24 heures seulement. Ce bref délai se comprend par la maîtrise du sujet par Diderot qui admire le style de Richardson, comme il a déjà eu l'occasion de le montrer, en 1758 dans son Discours sur la poésie dramatique.